# Barão do Teixoso
Barão do Teixoso é um título nobiliárquico criado por D. Carlos I de Portugal, por Decreto de 12 de Novembro de 1891, em favor de José Ferreira de Pina Calado.
Titulares
1. José Ferreira de Pina Calado, 1.º Barão do Teixoso.